# Đội tuyển bóng đá bãi biển quốc gia Afghanistan
Đội tuyển bóng đá bãi biển quốc gia Afghanistan (Dari: تیم ملی فوتبال ساحلی افغانستان) đại diện cho Afghanistan thi đấu giải bóng đá bãi biển quốc tế và được điều hành bởi AFF, tổ chức quản lý bóng đấ của Afghanistan.

## Đội hình hiện tại
Chính xác tính đến tháng 3 năm 2017
Ghi chú: Quốc kỳ chỉ đội tuyển quốc gia được xác định rõ trong điều lệ tư cách FIFA. Các cầu thủ có thể giữ hơn một quốc tịch ngoài FIFA.
| Số | VT | Quốc gia | Cầu thủ                       |
| -- | -- | -------- | ----------------------------- |
| 1  | TM |          | Kawesh Baktash Haidary Akbari |
| 2  | HV |          | Nader Naderi                  |
| 3  | HV |          | Ahmad Omar Achikzai           |
| 4  | HV |          | Hazrat Gul Baran              |
| 5  | HV |          | Sayed Shir Darwish            |
| 6  | HV |          | Murtaza Jafari                |

| Số | VT | Quốc gia | Cầu thủ                        |
| -- | -- | -------- | ------------------------------ |
| 7  | TĐ |          | Raof Qaderi                    |
| 8  | TĐ |          | Samiullah Mohammadi            |
| 9  | TĐ |          | Hamidullah Gulzar              |
| 10 | TĐ |          | Mahmood Azad                   |
| 11 | TĐ |          | Zainuddin Sharifi (đội trưởng) |
| 12 | TM |          | Shahab Shah Alavi              |

Huấn luyện viên: Rohullah Rastagar

## Lịch thi đấu & Kết quả
Win
      Loss
| Trận đấu            | Trận đấu                                  | Trận đấu                   | Trận đấu   | Trận đấu   |      |      |
| Thời gian           | Giải đấu                                  | Địa điểm                   | Đối thủ    | Kết quả    |      |      |
| 2012                | 2012                                      | 2012                       | 2012       | 2012       | 2012 | 2012 |
| ------------------- | ----------------------------------------- | -------------------------- | ---------- | ---------- | ---- | ---- |
| 16 tháng 6 năm 2012 | Đại hội thể thao bãi biển châu Á 2012     | Haiyang, Trung Quốc        | Trung Quốc | 4 – 6 (B)  |      |      |
| 17 tháng 6 năm 2012 | Đại hội thể thao bãi biển châu Á 2012     | Haiyang, Trung Quốc        | Việt Nam   | 3 – 4 (B)  |      |      |
| 18 tháng 6 năm 2012 | Đại hội thể thao bãi biển châu Á 2012     | Haiyang, Trung Quốc        | Palestine  | 0 – 7 (B)  |      |      |
| 2013                |                                           |                            |            |            |      |      |
| 22 tháng 1 năm 2013 | Giải vô địch bóng đá bãi biển châu Á 2013 | Doha, Qatar                | Qatar      | 7 – 3 (T)  |      |      |
| 23 tháng 1 năm 2013 | Giải vô địch bóng đá bãi biển châu Á 2013 | Doha, Qatar                | Oman       | 0 – 7 (B)  |      |      |
| 24 tháng 1 năm 2013 | Giải vô địch bóng đá bãi biển châu Á 2013 | Doha, Qatar                | Úc         | 4 – 6 (B)  |      |      |
| 2016                |                                           |                            |            |            |      |      |
| 25 tháng 9 năm 2016 | Đại hội thể thao bãi biển châu Á 2016     | Đà Nẵng, Việt Nam          | Nhật Bản   | 0 – 11 (B) |      |      |
| 26 tháng 9 năm 2016 | Đại hội thể thao bãi biển châu Á 2016     | Đà Nẵng, Việt Nam          | Trung Quốc | 9 – 6 (T)  |      |      |
| 29 tháng 9 năm 2016 | Đại hội thể thao bãi biển châu Á 2016     | Đà Nẵng, Việt Nam          | Uzbekistan | 9 – 4 (T)  |      |      |
| 30 tháng 9 năm 2016 | Đại hội thể thao bãi biển châu Á 2016     | Đà Nẵng, Việt Nam          | Oman       | 2 – 8 (B)  |      |      |
| 2 tháng 10 năm 2016 | Đại hội thể thao bãi biển châu Á 2016     | Đà Nẵng, Việt Nam          | Liban      | 5 – 9 (B)  |      |      |
| 2017                |                                           |                            |            |            |      |      |
| 4 tháng 3 năm 2017  | Giải vô địch bóng đá bãi biển châu Á 2017 | Kuala Terengganu, Malaysia | Malaysia   | 5 – 3 (T)  |      |      |
| 5 tháng 3 năm 2017  | Giải vô địch bóng đá bãi biển châu Á 2017 | Kuala Terengganu, Malaysia | Trung Quốc | 7 – 2 (T)  |      |      |
| 6 tháng 3 năm 2017  | Giải vô địch bóng đá bãi biển châu Á 2017 | Kuala Terengganu, Malaysia | Iran       | 1 – 6 (B)  |      |      |
| 7 tháng 3 năm 2017  | Giải vô địch bóng đá bãi biển châu Á 2017 | Kuala Terengganu, Malaysia | Bahrain    | 4 – 6 (B)  |      |      |

## Thành tích giải đấu

### Giải vô địch bóng đá bãi biển thế giới
- 1995 – Không tham dự
- 1996 – Không tham dự
- 1997 – Không tham dự
- 1998 – Không tham dự
- 1999 – Không tham dự
- 2000 – Không tham dự
- 2001 – Không tham dự
- 2002 – Không tham dự
- 2003 – Không tham dự
- 2004 – Không tham dự
- 2005 – Không tham dự
- 2006 – Không tham dự
- 2007 – Không tham dự
- 2008 – Không tham dự
- 2009 – Không tham dự
- 2011 – Không tham dự
- 2013 – Không vượt qua vòng loại
- 2015 – Không tham dự
- 2017 – Không vượt qua vòng loại

### Giải vô địch bóng đá bãi biển châu Á
- 2006 – Không tham dự
- 2007 – Không tham dự
- 2008 – Không tham dự
- 2009 – Không tham dự
- 2011 – Không tham dự
- 2013 – Vòng bảng
- 2015 – Không tham dự
- 2017 – Vòng bảng

### Đại hội thể thao bãi biển châu Á
- 2008 – Không tham dự
- 2010 – Không tham dự
- 2012 – Vòng bảng
- 2014 – Không tham dự
- 2016 – Hạng tư